# 164,7 mm/45 морско оръдие Model 1893-96M
164,7 mm/45 Model 1893-96M e корабно оръдие с калибър 164,7 mm разработено и произвеждано във Франция. На въоръжение е във ВМС на Франция. С него са въоръжени броненосците от типа „Републик“, броненосните крайцери „Жул Мишле“, „Ернест Ренан“, а също и типа „Леон Гамбета“. В годините на Първата световна война оръдията от този тип се използват на сухопътния фронт. Последващото развитие на тази артсистема става оръдието 164,7 mm/50 Model 1902.